# Rene Liu
Rene Liu (chinois traditionnel : 劉若英 ; chinois simplifié : 刘若英 ; pinyin : liú ruòyīng), née le 1er juin 1969 à Taipei, Taïwan, est une actrice et chanteuse taïwanaise issue d'une famille originaire de la province du Hunan, en Chine continentale.

## Biographie
Rene Liu commence sa carrière d'actrice en 1995. Elle remporte de nombreux prix, notamment celui de la meilleure actrice au Festival international du film de Tokyo 1997, celui de la meilleure actrice dans un second rôle aux Hong Kong Film Awards 2003 pour Double Vision, et celui de la meilleure actrice aux Golden Bauhinia Awards 2005 pour A World Without Thieves.
Rene Liu est également chanteuse dans le genre musical du mandopop. Elle a enregistré une vingtaine d'albums depuis 1995.

## Filmographie

### Cinéma
- 1995 : Siao Yu : Lin Siao Yu
- 1995 : Le Pavillon aux pivoines : Liu Yu-mei
- 1995 : Ne pleure pas Nanjing : Shuqin
- 1997 : Histoire de fantômes chinois : Xiaodie (voix)
- 1998 : Partagerait bonheur... : Dr. Du Jia-zhen
- 2000 : Ye ben : Wei Ying Er
- 2002 : Double Vision : Ching-fang
- 2004 : 20 30 40 : Xiang Xiang
- 2004 : A World Without Thieves : Wang Li
- 2007 : The Matrimony (en) : Sansan
- 2008 : Run Papa Run (en) : Mabel Chan
- 2010 : Hot Summer Days (en) : Li Yan
- 2011 : Mr. and Mrs. Single (zh)	: Mandy
- 2011 : Love in Space (en)
- 2011 : Mayday 3DNA (en)
- 2011 : Speed Angels (en) : Han Bing

#### Réalisatrice
- 2018 : Us and Them